# Las Leśnicki
Las Leśnicki – kompleks leśny położony w zachodniej części Wrocławia, o powierzchni około 38 ha, przy ulicy Średzkiej. Jest to las typu grądu nawiązującego do łęgu, położonego na glebach świeżych i wilgotnych. Drzewostan tego lasu określa się jako silnie przekształcony. Występują tu: brzoza brodawkowata, jesion wyniosły, sosna pospolita, olsza czarna, klon zwyczajny, a w domieszce także osika, robinia akacjowa, lipa drobnolistna, jawor i świerk.
Las Leśnicki położony jest pomiędzy osiedlami:
- na zachodzie położone jest osiedla Żar[3]
- na wschodzie położone jest osiedle Leśnica[1][3]
- na południe położone jest Pustki[3]
- na północy rozciągają się pola sięgające aż linii kolejowej nr 275 i dalej osiedla Mokre.

Las ten podlega Regionalnej Dyrekcji Lasów Państwowych we Wrocławiu, nadleśnictwu Miękinia, w ramach obrębu leśnego Miękinia – leśnictwo Ratyń.
Ulica Średzka, przy której położony jest Las Leśnicki, stanowi drogę krajową nr 94 i biegnie z Wrocławia do Środy Śląskiej i dalej Legnicy, ale także do Zielonej Góry. Trasa przecina las, dzieląc go na dwie części, o zbliżonej powierzchni. Przez las przepływa również potok Leśna, zasilający dalej stawy położone pomiędzy osiedlami Pustki i Leśnica i dalej mający swe ujście w rzece Bystrzyca.
Obowiązująca nazwa została nadana temu lasowi w § 1 pkt 30 uchwały nr LXXI/454/93 Rady Miejskiej Wrocławia z 9 października 1993.